# Когтистая песчанка
Когти́стая песча́нка, или монго́льская песча́нка (лат. Meriones unguiculatus) — вид грызунов рода малых песчанок.

## Внешний вид
Небольшие животные. Размер до 20 см, вес около 50—110 г. На хвосте кисточка, сам хвост опушённый. Самцы монгольских песчанок обычно крупнее самок.
Монгольских песчанок содержат и в неволе. При этом они живут от 2 до 4 лет, в среднем 3 года.

## Распространение
Ареал этого вида целиком укладывается в пределы зоны северных пустынь и сухих степей Восточной Азии. Основная часть ареала расположена в средней части Монголии и прилегающих частях Внутренней Монголии. На территории России встречается только в Туве, Южном и Восточном Забайкалье.

## Образ жизни
На протяжении всего ареала монгольская песчанка связана с относительно рыхлыми грунтами — песками, супесями и суглинками. В зоне полупустынь заселяет участки, характеризующиеся луково-злаковой и злаково-солянковой растительностью. В степной зоне встречается преимущественно по опесчаненым участкам степей (речные долины, сухие русла, озёрные котловины). В зоне пустынь распространена по влажным низинам с зарослями чия вдоль рек и по горным ущельям. Заселяет поля, залежные земли, встречается в примитивных постройках человека.
В течение всего года монгольские песчанки активны преимущественно днём: весной и осенью — в середине дня; с мая по август — два пика активности: утром и вечером; зимой наземная активность почти прекращается.

### Питание
Питание смешанное, весной потребляют в основном зелень, летом — семена. Употребляют в пищу большинство видов растений, произрастающих на территории их поселений. Характерно запасание корма. Вес запасов может достигать 3 кг.
В неволе можно кормить смесями для грызунов с добавлением овощей (морковь, огурец, салат). Нельзя капусту, горох, картошку, так как может вести к смерти зверей. Фрукты можно в очень малых количествах, некислые и несладкие. Кислые фрукты (апельсины) ведут к несварению, сладости вызывают запоры. Изредка добавлять в рацион белки: варёные яйца, вареную курицу, отварную креветку, нежирный творог и йогурт (2-5процентные), зофобас (изредка).
При содержании в неволе поилка песчанкам нужна обязательно. Поилка должна быть шариковой или нипельной. 

### Социальная структура
В репродуктивный период в  природе обитают семейными группами, в состав каждой из которых входит взрослый самец и от 1 до 3 взрослых самок, а также их потомство из нескольких выводков. Группа обитает на совместно используемой территории, основу которой составляют участки самок, включённые в участок самца. Участок маркируется запаховыми метками и активно охраняется от вторжения других особей своего вида. Между соседями нередки территориальные демонстрации на границах. Драки за территорию обычно проходят бескровно и заканчиваются бегством побеждённого. В неволе, когда бегство невозможно, драки могут закончиться ранами и даже смертью проигравшего. Поэтому песчанок содержат однополыми парами.  Несмотря на эффективную охрану границ, самцы монгольских песчанок не в силах предотвратить выходы самок в эструсе за пределы семейного участка и спаривания их с другими самцами.

### Размножение
Самки монгольской песчанки достигают половой зрелости в 5 месяцев, самцы также. Беременность продолжается от 23 до 26 дней, самка приносит от одного до 11 детёнышей, обычно 5—6. Детёныши появляются на свет слепыми и голыми, глаза открываются в конце второй – начале третьей недели. Шерсть начинает расти на четвёртый день и поначалу выглядит как лёгкий пушок. Мать кормит детёнышей молоком 1,5 месяца. Несколько самок могут сообща ухаживать за детёнышами, самцы также участвуют, обогревая молодняк своим теплом. Подросшие детёныши изгоняются из гнезда и вынуждены самостоятельно искать себе территорию.
При рождении масса детёнышей монгольской песчанки самок и самцов различается не достоверно по критерию Стьюдента (t = 0,7, p ≤ 0,05). Среднесуточное увеличение массы за первый месяц составляет 0,544 г.